# Lítium-karbonát
A lítium-karbonát szervetlen vegyület, a lítium és a szénsav sója, képlete Li2CO3. Fehér színű szilárd anyag, széles körben használják fém-oxidok feldolgozása során és a bipoláris zavar kezelésére is alkalmazzák. Ritkán előforduló ásványa a zabuyelit.

## Tulajdonságai
A többi hasonló lítiumvegyülettel együtt a lítium-karbonát is ionvegyület. Más lítiumsókhoz képest vízben kevéssé oldódik jól, ezt a tulajdonságát használják fel a lítium kinyerésére az ércek vizes feltárása után. Közepes nyomású szén-dioxid hatására látszólagos oldhatósága a tízszeresére nő, amit a metastabil hidrogén-karbonát képződése okoz:
Li2CO3 + CO2 + H2O → 2 LiHCO3
A lítium-karbonát nagy nyomású CO2-vel történő kinyerésén, majd a nyomás csökkentésével történő kicsapásán alapul a Quebec-eljárás. 1989-ben mintegy 30 000 tonnát állítottak így elő.
Az alkálifém-karbonátokhoz hasonlóan a lítium-karbonát sem bomlik könnyen, bomlási hőmérséklete >1300 °C.

## Előállítása és felhasználása
A lítium-karbonát a legfontosabb lítiumvegyület, lítiumtartalmú ércekből és sóoldatokból állítják elő. 1985-ben a világ éves lítium-karbonát forgalma kb. 28 000 tonna volt. A lítiumtartalmú kőzetet aprítják, a szerves szennyezések eltávolítása végett pörkölik, majd savval feltárják. Nátrium-karbonát (szóda) hozzáadásával először leválasztják és kiszűrik a szennyeződéseket. További nátrium-karbonáttal történő lúgosítással kicsapják a lítium-karbonátot, melyet szűréssel vagy centrifugálással nyernek ki. Ha az érc nagyon szennyezett, kénsavban még egyszer feloldják és nátrium-karbonáttal kicsapatják. A terméket csomagolás előtt vákuumban szárítják. A lítiumtartalmú sóoldatok olcsón feldolgozhatók, de ezeket a szódás kezelés előtt töményíteni kell. A chilei Salar de Atacama területén ezt részben lepárló tavakban végzik, ezt követően a feldolgozást a fentiek szerint folytatják. A lítium-hidroxidból szén-dioxid hatására lítium-karbonát és víz keletkezik, ezt a reakciót használják ki például a tengeralattjárók légterének szén-dioxid-mentesítésére.
{\displaystyle \mathrm {2\ LiOH+CO_{2}\rightarrow Li_{2}CO_{3}+H_{2}O} \,\!}
Ipari szempontból fontos anyag. Szilícium-dioxiddal és más anyagokkal alacsony olvadáspontú olvadékot képez. A lítium-karbonát alapú üvegeket tűzálló edényekben használják. Gyakori összetevője a kerámiamázaknak, lúgos tulajdonsága elősegíti a fém-oxid színezékek – főként a vörös vas-oxid (Fe2O3) – állapotának megváltozását. A lítium-karbonát tartalmú cement sokkal gyorsabban megköt, ez a csemperagasztók esetében hasznos. Alumínium-trifluoridhoz adva LiF-ot képez, mely kiváló elektrolit az alumínium feldolgozásához. A lítium-karbonát a szén-dioxid érzékelők aktív anyaga. A lítiumion-akkumulátorok katódjának gyártásához is felhasználják, ezek lítium-kobalt-oxidot tartalmaznak.

## Hatása
A lítium alkalmazásának alapja különbözik minden más pszichiátriai terápiás elvtől. Annak ellenére, hogy hipotézisek léteznek,
neurofiziológiai és pszichológiai vizsgálatok eredményei ismertek, a lítium hatásának mechanizmusa még nem felderített. A lithium a neurotransmissioban szerepet játszó egy- és kétvegyértékű kationok (Na+, K+, Ca2+, Mg2+) helyettesítésével, a posztszimaptikus noradrenalin- és dopamin-sensitiv adenilcikláz mennyiségének megváltoztatásával fejti ki hatását
A lítium-karbonát szérumkoncentrációjának maximuma 2-4 óra alatt alakul ki. A szervezetben a Nátriumhoz hasonlóan viselkedik. Nátriumhiány esetén a plazmafelezési ideje jelentősen megnő. Mánia kezelésében a hatás kezdete 5-7 nap, a teljes hatás 10-20 nap alatt alakul ki.
A VIII. Magyar Gyógyszerkönyvben  Lithii carbonas    néven hivatalos.  

## Fordítás
- Ez a szócikk részben vagy egészben  a   Lithium carbonate című angol Wikipédia-szócikk ezen változatának fordításán alapul.  Az eredeti cikk szerkesztőit annak laptörténete sorolja fel. Ez a jelzés csupán a megfogalmazás eredetét és a szerzői jogokat jelzi, nem szolgál a cikkben szereplő információk forrásmegjelöléseként.
- Ez a szócikk részben vagy egészben  a   Lithiumcarbonat című német Wikipédia-szócikk ezen változatának fordításán alapul.  Az eredeti cikk szerkesztőit annak laptörténete sorolja fel. Ez a jelzés csupán a megfogalmazás eredetét és a szerzői jogokat jelzi, nem szolgál a cikkben szereplő információk forrásmegjelöléseként.